# Universale Economica Feltrinelli dal 1501 al 1600

## Dal n. 1501 al n. 1600
- I 100 precedenti: Universale Economica Feltrinelli dal 1401 al 1500

| Universale Economica Feltrinelli |              | |                                     |
|                                  |              | |                                     |
|                                  | Sezione      | Titolo                                                                                                | Autore                              |
| 1501                             | Narrativa    | La vita tranquilla                                                                                    | Marguerite Duras                    |
| 1502                             | Narrativa    | Microservi                                                                                            | Douglas Coupland                    |
| 1503                             | Narrativa    | Il fattore fatale                                                                                     | Didier Daeninckx                    |
| 1504                             | Oriente      | Yoga-Ratna. Il gioiello dello yoga                                                                    | Gabriella Cella Al-Chamali          |
| 1505                             | Narrativa    | Baci da non ripetere                                                                                  | Paolo Di Stefano                    |
| 1506                             | Narrativa    | Il matador                                                                                            | Patricia Melo                       |
| 1507                             | Saggi        | Le promesse degli amanti                                                                              | Darian Leader                       |
| 1508                             | Narrativa    | I cappotto del turco                                                                                  | Cristina Comencini                  |
| 1509                             | Varia        | Uomini e bestie. Il mondo salvato dagli animali                                                       | Ettore Tibaldi                      |
| 1510                             | Memoria      | Taccuino di un'ultimista                                                                              | Clara Sereni                        |
| 1511                             | Saggi        | Di scuola si muore                                                                                    | Giovanni Pacchiano                  |
| 1512                             | Saggi        | Le nuove droghe: una guida critica                                                                    | Gunter Amendt, Patrick Walder       |
| 1513                             | Narrativa    | Il matrimonio di Maria                                                                                | Rossana Campo                       |
| 1514                             | Varia        | Alto godimento. Gli italiani in classifica                                                            | Charlie Gnocchi e Joe Violanti      |
| 1515                             | Memoria      | La strage. Piazza Fontana, verità e memoria                                                           | Gianfranco Bettin, Maurizio Dianese |
| 1516                             | Memoria      | Il vizio della memoria                                                                                | Gherardo Colombo                    |
| 1517                             | Narrativa    | La verità sul caso Savolta                                                                            | Eduardo Mendoza                     |
| 1518                             | Narrativa    | La banda dei sospiri                                                                                  | Gianni Celati                       |
| 1519                             | Memoria      | Ragazzi che amano ragazzi                                                                             | Piergiorgio Paterlini               |
| 1520                             | Narrativa    | Amrita                                                                                                | Banana Yoshimoto                    |
| 1521                             | Saggi        | Le madri non sbagliano mai                                                                            | Giovanni Bollea                     |
| 1522                             | Narrativa    | Il ragazzo mucca                                                                                      | Michele Serra                       |
| 1523                             | Narrativa    | Il contesto                                                                                           | Leonardo Sciascia                   |
| 1524                             | Narrativa    | Rumba senza palme né carezze. Racconti di donne cubane                                                | Danilo Manera (a cura di)           |
| 1525                             | Saggi        | Di bacio in bacio: storia, geografia e piacere del baciare                                            | Adrianne Blue                       |
| 1526                             | Narrativa    | Notti delle mille e una notte                                                                         | Nagib Mahfuz                        |
| 1527                             | Saggi        | Idee: il catalogo è questo                                                                            | Umberto Galimberti                  |
| 1528                             | Saggi        | Mezzogiorno 1943-1944. Uno "sbandato" Regno del Sud                                                   | Enzo Santarelli                     |
| 1529                             |              | |                                     |
| 1530                             | Narrativa    | Che faccia fare                                                                                       | Lella Costa                         |
| 1531                             | Narrativa    | La testa perduta di Damasceno Monteiro                                                                | Antonio Tabucchi                    |
| 1532                             | Narrativa    | Bar Sport Duemila                                                                                     | Stefano Benni                       |
| 1533                             | Narrativa    | Champagne e camomilla                                                                                 | Franziska Stalmann                  |
| 1534                             | Saggi        | Perché limitarsi a sognare?: tutto quello che le donne vorrebbero sapere sul corpo e sulla sessualità | Alexandra Berger, Andrea Ketterer   |
| 1535                             | Narrativa    | Il fratellino                                                                                         | Manuel Vázquez Montalbán            |
| 1536                             | Saggi        | America, istruzioni per l'uso                                                                         | Paul Watzlawick                     |
| 1537                             | Poesia       | Quando eravamo giovani. Poesie I                                                                      | Charles Bukowski                    |
| 1538                             | Noir         | Il sarto di Panama                                                                                    | John Le Carré                       |
| 1539                             | Narrativa    | Il trentesimo anno                                                                                    | Ingeborg Bachmann                   |
| 1540                             | Narrativa    | La signora del miele                                                                                  | Fanny Buitrago                      |
| 1541                             | Saggi        | Solitudini. Memorie di assenze                                                                        | Paolo Crepet                        |
| 1542                             | Narrativa    | Sorriso africano: quattro visite nello Zimbabwe                                                       | Doris Lessing                       |
| 1543                             | Narrativa    | Pallide bandiere, prefazione di Pino Cacucci                                                          | Paco Ignacio Taibo I                |
| 1544                             | Narrativa    | Luisa e il silenzio                                                                                   | Claudio Piersanti                   |
| 1545                             | Narrativa    | Fluo: storie di giovani a Riccione                                                                    | Isabella Santacroce                 |
| 1546                             | Varia        | Se vi pare che questo mondo sia brutto. Scritti inediti 1                                             | Philip K. Dick                      |
| 1547                             | Varia        | Le partite non finiscono mai: storie di calcio fuori dal campo                                        | Darwin Pastorin                     |
| 1548                             | Memoria      | Ultimo. Il Capitano che arrestò Totò Riina, prefazione di Ilda Boccassini                             | Maurizio Torrealta                  |
| 1549                             | Narrativa    | L'ultima amante di Hachiko                                                                            | Banana Yoshimoto                    |
| 1550                             | Teatro       | Teatro                                                                                                | Stefano Benni                       |
| 1551                             | Narrativa    | Che tempo fa                                                                                          | Michele Serra                       |
| 1552                             | Narrativa    | Uno splendido isolamento                                                                              | Edna O'Brien                        |
| 1553                             | Narrativa    | Le parole della notte                                                                                 | Seamus Deane                        |
| 1554                             | Narrativa    | L'amante della Cina del Nord                                                                          | Marguerite Duras                    |
| 1555                             | Narrativa    | Il giorno dell'Indipendenza                                                                           | Richard Ford                        |
| 1556                             | Narrativa    | Nessuno al mio fianco                                                                                 | Nadine Gordimer                     |
| 1557                             |              | |                                     |
| 1558                             | Oriente      | Il medico di se stesso: manuale pratico di medicina orientale                                         | Naboru Muramoto                     |
| 1559                             | Saggi        | Il movimento gay in Italia                                                                            | Gianni Rossi Barilli                |
| 1560                             | Narrativa    | Gianardana, o Colui che ci esaudisce                                                                  | Clemente Rebora (a cura di)         |
| 1561                             | Narrativa    | I surfisti di Internet                                                                                | Jessie C. Herz                      |
| 1562                             | Narrativa    | Storie di fantasmi                                                                                    | Manuel Vázquez Montalbán            |
| 1563                             | Narrativa    | La casa del sonno                                                                                     | Jonathan Coe                        |
| 1564                             | Narrativa    | Miramar                                                                                               | Nagib Mahfuz                        |
| 1565                             | Narrativa    | Farfalle sul Mekong                                                                                   | Corrado Ruggeri                     |
| 1566                             | Saggi        | Ultime tendenze nell'arte d'oggi                                                                      | Gillo Dorfles                       |
| 1567                             | Saggi        | Primavera silenziosa, introduzione di Al Gore                                                         | Rachel Carson                       |
| 1568                             | Saggi        | L'esplosione delle nazioni: le guerre balcaniche di fine secolo                                       | Nicole Janigro                      |
| 1569                             | Narrativa    | Racconti impensati di ragazzini, presentazione di Gianni Celati                                       | Enrico De Vivo (a cura di)          |
| 1570                             | Narrativa    | Morbose fantasie, a cura di Cinzia Mottola                                                            | Jun'ichirō Tanizaki                 |
| 1571                             | Saggi        | Il maiale e il grattacielo                                                                            | Marco d'Eramo                       |
| 1572                             | Narrativa    | Vado verso il Capo. 13.000 km attraverso l'Africa                                                     | Sergio Ramazzotti                   |
| 1573                             | Oriente      | Dice lo Zen                                                                                           | Tsai Chih Chung                     |
| 1574                             | Narrativa    | Signori bambini                                                                                       | Daniel Pennac                       |
| 1575                             | Narrativa    | Sly                                                                                                   | Banana Yoshimoto                    |
| 1576                             | Narrativa    | Il premio                                                                                             | Manuel Vázquez Montalbán            |
| 1577                             | Narrativa    | Il tempo di Blanca                                                                                    | Marcela Serrano                     |
| 1578                             | Narrativa    | Ma poi le donne ce la fanno                                                                           | Gaby Hauptmann                      |
| 1579                             | Narrativa    | Punti di fuga                                                                                         | Pino Cacucci                        |
| 1580                             | Vite Narrate | Non per un dio ma nemmeno per gioco. Vita di Fabrizio De André                                        | Luigi Viva                          |
| 1581                             | Saggi        | Il mondo incantato. Uso, importanza e significati psicoanalitici delle fiabe                          | Bruno Bettelheim                    |
| 1582                             | Narrativa    | Avventure in Africa                                                                                   | Gianni Celati                       |
| 1583                             | Saggi        | Il banchiere dei poveri                                                                               | Muhammad Yunus                      |
| 1584                             | Saggi        | Punto e a capo: il virus dell'utopia è più forte dell'Hiv                                             | Marco Pattacini                     |
| 1585                             | Saggi        | Un mondo usa e getta: la civiltà dei rifiuti e i rifiuti della civiltà                                | Guido Viale                         |
| 1586                             | Saggi        | Le dimensioni del vuoto. I giovani e il suicidio                                                      | Paolo Crepet                        |
| 1587                             | Narrativa    | E se c'ero, dormivo                                                                                   | Francesco Piccolo                   |
| 1588                             | Narrativa    | Il passaggio                                                                                          | Sibilla Aleramo                     |
| 1589                             | Memoria      | Il lato debole                                                                                        | Camilla Cederna                     |
| 1590                             | Narrativa    | Charles                                                                                               | Claudio Piersanti                   |
| 1591                             | Narrativa    | Afrodita                                                                                              | Isabel Allende                      |
| 1592                             | Narrativa    | Tu, mio                                                                                               | Erri De Luca                        |
| 1593                             | Narrativa    | La regina disadorna                                                                                   | Maurizio Maggiani                   |
| 1594                             | Narrativa    | La strada è di tutti                                                                                  | Cesare Fiumi                        |
| 1595                             | Narrativa    | In Vespa - Da Roma a Saigon                                                                           | Giorgio Bettinelli                  |
| 1596                             | Narrativa    | Venezia è un pesce                                                                                    | Tiziano Scarpa                      |
| 1597                             | Saggi        | L'officina della Costituzione italiana 1943-48                                                        | Domenico Novacco                    |
| 1598                             | Narrativa    | A New York si muore cantando                                                                          | Kinky Friedman                      |
| 1599                             | Narrativa    | La storia di Tewje il lattivendolo                                                                    | Shalom Alechem                      |
| 1600                             | Narrativa    | Il taccuino d'oro                                                                                     | Doris Lessing                       |

- I 100 successivi: Universale Economica Feltrinelli dal 1601 al 1700